# Witold Rola Piekarski

Blazonul Rola

Witold Piekarski (n. 1857, Smolensk, Imperiul Rus – d. 21 octombrie/3 noiembrie 1909, București, România), cunoscut românilor drept Witold Rola Piekarski sau – eronat Witold Rolla Piekarski, a fost un emigrant de origine poloneză refugiat în Regatul României, care s-a remarcat în țara de adopție ca ilustrator de cărți și caricaturist, precum și ca pedagog. În epoca în care a trăit, Enciclopedia Română din 1904 l-a caracterizat ca fiind „cel mai de seamă caricaturist din România”. De asemenea, a avut o contribuție notabilă la dezvoltarea vieții culturale și sociale a județului Gorj în a doua jumătate a secolului al XIX-lea. Este co-fondator al publicației Jiul și al Muzeului Județean Gorj, unul dintre primele muzee înființate în România.
Realizărilor sale pe tărâm cultural li s-a adăugat activismul său pe teren social. Atât în perioada de adopție de către Regatul României înainte de aceasta Witold Piekarski s-a remarcat și ca jurnalist și activist socialist.
În numele sub care a fost cunoscut în Regatul României, particula Rola semnifica blazonul familiei de  șleahtici din care provenea prin descendență, artistul.

## Biografie
Witold Rolla Piekarski s-a născut în anul 1857 la Smolensk, pe Nipru, în Imperiul Rus. Provine dintr-o familie formată dintr-un tată de origine poloneză – Teodozy Justyn Piekarski din orașul Piekari (Silezia) – și dintr-o mamă de origine germană – Emma von Blankenhorn.
A absolvit, în 1877, Liceul „Sfânta Cruce” din Varșovia și a devenit apoi învățător particular în Podolia. Datorită talentului său deosebit, a urmat cursurile Academiei de Arte Frumoase din Varșovia. După absolvirea acesteia a plecat la Universitatea din Cracovia. Angajat alături de mișcarea socialistă, în tot acest timp Piekarski a continuat să fie un patriot care a considerat că socialiștii trebuie să continue tradițiile mișcării insurecționale poloneze. În contextul unei perioade de turbulențe politice a fost arestat în 1879  de către autoritățile austriece, împreună cu alți studenți ruși de origine poloneză. Inițial au fost acuzați de înaltă trădare, dar după prelucrarea probelor au fost achitați în 1880. Din păcate însă tatăl său nu a rezistat ideii că fiul să este în închisoare, astfel că înnebunit de durere și-a pierdut echilibrul mental și, s-a spânzurat în martie 1880. După achitare, Piekarski, împreună cu alți doi studenți de origine poloneză, a emigrat în Elveția unde a urmat cursurile Universității din Geneva, iar apoi pe cele ale Universității din Zürich. În 1883 în traducerea lui și cu propriul lui efort, a publicat la Geneva Manifestul comunist al lui Karl Marx și Friedrich Engels, cu o introducere, note și biografii ale autorilor, în același an în care în revista „Przedświt”, a publicat o serie de articole privitoare la biografia a lui Karl Marx (prima în limba poloneză), alături de o încercare de expunere a caracteristicilor întregii sale teorii sociale.
Plecat la Paris în 1883, datorită unei boli a fost nevoit să se retragă în Kapfenberg (Stiria austriacă), de unde, după vindecare, în 1885, s-a întors la Zürich. După izbucnirea războiului sârbo-bulgar, în același an, Witold Rolla Piekarski a plecat cu un grup de prieteni polonezi și bulgari în Bulgaria, unde a activat alături de soția sa în cadrul serviciului sanitar al armatei.
După război a rămas la Sofia unde a înființat primul ziar umoristic bulgar și a condus alte publicații, între care primul cotidian bulgar, Glas, și ziarul Narodna Vola. Tot el a înființat prima societate tipografică din țara de la sud de Dunăre (denumită „Sfinții Chiril și Metodiu”). Ca efect al implicării sale în luptele politice din Sofia, lui, soției și celor doi copii le-a fost fixat domiciliu obligator în localitatea Lom, pe malul Dunării.

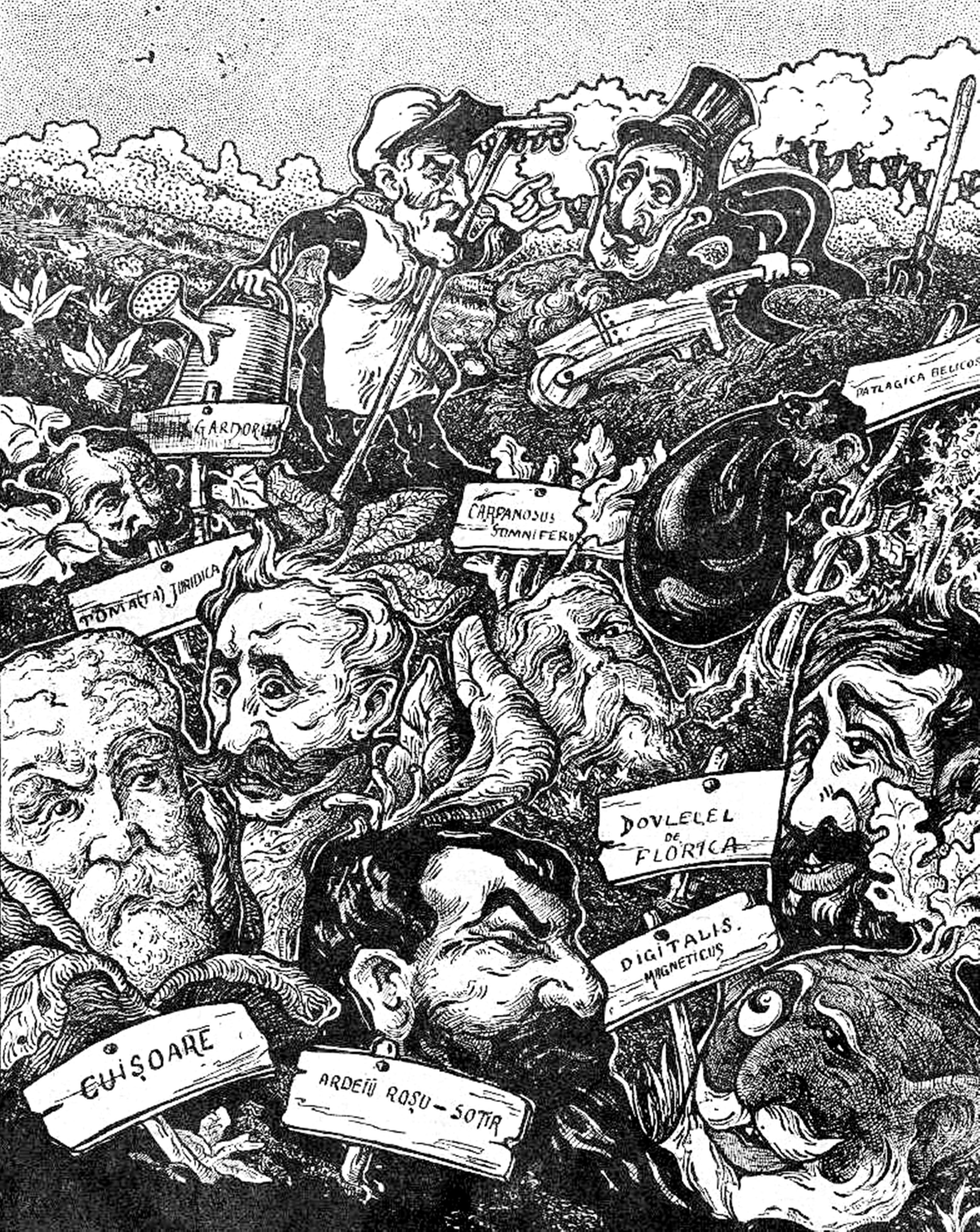
„Zarzavat regal” – caricatură din revista Furnica Nr. 221/1908

În 1887 Piekarski a trecut Dunărea la Calafat și s-a stabilit la București. Aici a realizat ilustrații pentru revistele umoristice Ghiță Berbecul, Cașcavalul, Tocila, Moș Teacă (1895-1898) și pentru ziarele Adevărul ilustrat și Lumea Nouă,  și a lucrat în întreprinderea de exploatare a terenurilor petroliere condusa de Jan Zalplachta.
În martie 1891 a fost numit profesor de desen la Gimnaziul din Slatina. Aici avea să-l cunoască pe profesorul Iuliu Moisil, cel care i-a rămas prieten până la moarte. A fost apoi transferat, la cererea sa, la Târgu Jiu, în noiembrie 1892, unde l-a cunoscut pe Alexandru Ștefulescu, directorul Școlii Primare de Băieți. Deși a fost o fire nomadă, Witold Rolla Piekarski a stat mai bine de 10 ani la Târgu Jiu.
În perioada 1892-1895 Piekarski a fost profesor de desen la Gimnaziul din Târgu Jiu, activând ulterior o perioadă ca desenator la Serviciul Tehnic al județului Gorj.
În 1897 a făcut parte din comitetul de înființare a „Băncii Cerbul” din Târgu Jiu.
După ce s-a îmbolnăvit, în 1904 cu speranța de a se vindeca a cerut transferul la Novaci, unde a activat ca profesor de desen la Școala elementară de meserii de aici, fiind între 1904-1906 directorul acesteia. În 1906 s-a stabilit la București, unde a lucrat pentru Institutul de Arte Grafice „Minerva”.
A încetat din viață la 21 octombrie 1909 pe când era internat în ospiciul de la Pantelimon. A fost înmormântat în ziua de 23 octombrie 1909, conform dorinței sale, în cimitirul Mănăstirii Cernica de lângă București.

## Contribuția la dezvoltarea vieții culturale din Târgu Jiu
După mutarea lui Witold Rolla Piekarski la Târgu Jiu, în 1894 s-a transferat aici și Iuliu Moisil, venind de la Slatina. Astfel s-a format un grup de intelectuali entuziaști care îi mai cuprindea și pe Aurel Diaconovici, avocatul George Pârvulescu, locotenentul Emanoil Părăianu, doctorul Ion Urbeanu, avocatul Ștefan Dobrinean și tipograful Nicu D. Miloșescu. Referindu-se la acest grup, Iuliu Moisil scria: 
„Cu puterile unite am pornit aici o mișcare culturală care mai târziu s-a completat cu una artistică și economică. În toate acestea Piekarski a avut o foarte importantă contribuție.”
 De factură poporanistă, grupul era influențat și de iluminismul târziu sau socialismul utopic.
La inițiativa profesorului Piekarski, Nicu D. Miloșescu a deschis în 1894 prima tipografie modernă din Târgu Jiu. Tot în 1894 Piekarski a contribuit, prin realizarea ilustrațiilor, la apariția revistei Jiul și, împreună Alexandru Ștefulescu, Iuliu Moisil și Aurel Diaconovici, a pus bazele Muzeului Gorjului – deschis la 4 iulie 1894, acolo unde Witold Rolla Piekarski a și îndeplinit funcția de custode, chiar din momentul înființării acestuia. Înființarea acestui muzeu a pornit din reunirea unor colecții personale, una dintre ele fiind cea de științe naturale a lui Witold Piekarski. Acesta a mai colectat și alte exponate pentru muzeu, ceea ce l-a ajutat în cunoașterea obiectelor de artă și de vestimentație, ceea ce avea să-l inspire în ilustrațiile de mai târziu.

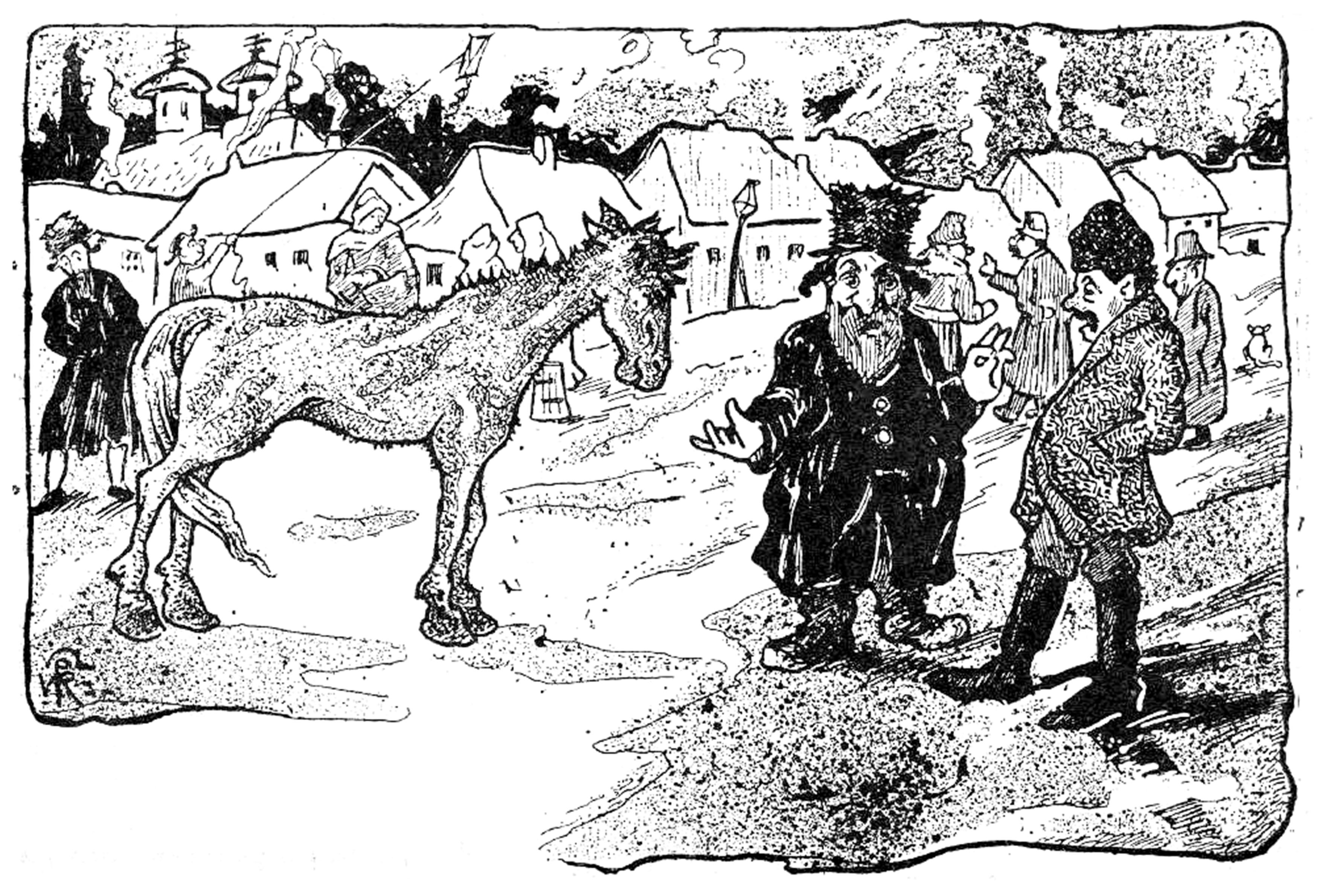
„Între negustori de treabă” – caricatură din revista Furnica Nr. 158/1907

A realizat ilustrații pentru unele cărți și reviste publicate de Nicu D. Miloșescu, sau pentru alte cărți tipărite la Editura Minerva din București. Din 1895 a desenat și la revista umoristică din Târgu-Jiu, Ardeiul, căreia i-a fost redactor. A mai desenat și pentru revistele Amicul Tinerimii, Șezatoarea săteanului, Lumina satelor, Amicul copiilor ale lui Bogdan Petriceicu Hașdeu și Z. Arbore. Ca artist plastic s-a remarcat prin introducerea în premieră de motive folclorice gorjenești în ilustrația de carte și reviste, astfel intrând în grafica românească vignetele de origine folclorică. Tot în premieră, prin contribuția sa frumoasele costume populare gorjenești au fost împrumutate păpușilor de lemn realizate la fabrica de jucării de la Novaci.
Tot în Oltenia fiind, s-a evidențiat și în domeniul cercetării slavistice.
Fascinat de frumusețea peisajelor întâlnite, reușește să creeze, prin intermediul fotografilor realizate în călătoriile făcute prin județele Gorj, Vâlcea și Argeș, un fond de fotografie documentară, ajuns până în zilele noastre și aflat acum în patrimoniul Muzeului de Artă din Drobeta-Turnu Severin.
În anul 1902 este printre cei care pun bazele „Societății corale Lira Gorjului”, devenită până la Primul Război Mondial un focar artistic atât pentru zona Gorjului cât și pentru regiunea din jur.
Contribuția sa la dezvoltarea vieții culturale din România este recunoscută inclusiv de Enciclopedia Română. A fost eminamente reprezentativ pentru impunerea pe plan local a stilului Art Nouveau ca etalon, prin lucrările publicate de Editura Minerva. Un ucenic al său, D. Brezulescu din Novaci, l-a caracterizat drept un „William Morris al românilor”.